# Black Cherry
Black Cherry es el quinto álbum de estudio de la cantante japonesa Kumi Kōda, lanzado al mercado el día 20 de diciembre del año 2006 bajo el sello urbano rhythm zone.

## Detalles
Este álbum es el primero original de estudio desde el lanzamiento de "secret" los primeros meses del 2005, y es lanzado en tres formatos distintos: CD, CD+DVD, y CD+2DVD. Las primeras dos ediciones son las versiones regulares del álbum más el DVD con los videos musicales de los temas promocionales de éste. El segundo DVD contenido en las ediciones deluxe de edición limitada en cambio contienen el primer dorama donde Kumi Koda participa en forma activa por primera vez, "Cherry Girl", donde también hay un tema presente al interior del álbum con el mismo título que compre el rol de ser la canción principal de la serie.
Las tres últimas canciones del álbum sólo vendrán contenidas en las primeras ediciones del álbum, que incluye una versión alternativa de "WON'T BE LONG" el tema originalmente grabado por Kumi y la boyband japonesa EXILE; la versión en inglés de "Twinkle", tema principal de la serie de anime "Amazing Nuts!" (la versión en japonés no está incluida en el álbum y se espera sea lanzada en un sencillo próximo), y finalmente "GO WAY!!", tema principal dentro de la película de Shin-chan llamada "Crayon Shin-chan Densetsu wo Yobu Odore! Amigo!".

## Canciones
| CD  | |                          |                                                                             |                                         |          |  |
| N.º | Título | Letras                   | Música                                                                      | Arreglistas(s)                          | Duración |  |
| 1.  | «INTRODUCTION»                                                                                              | Daisuke "D.I" Imai       | Daisuke "D.I" Imai                                                          | Daisuke "D.I" Imai                      | 1:24     |  |
| 2.  | «Get Up & Move!!»                                                                                           | Daisuke "D.I" Imai       | Daisuke "D.I" Imai                                                          | Daisuke "D.I" Imai                      | 3:22     |  |
| 3.  | «Ningyo Hime (人魚姫?)» (Toshiba Teléfonos Móviles Vodafone 705T TVCM Song)                                 | Koda Kumi                | Miki Watanabe                                                               | Miki Watanabe                           | 4:25     |  |
| 4.  | «Yume no Uta (夢のうた?)» (TV Asahi Corporation Dorama "Damenzu•uōkā" Insert Song / dwango.jp TVCM Song)    | Koda Kumi                | Hiroo Yamaguchi                                                             | Tohru Watanabe                          | 4:43     |  |
| 5.  | «Tsuki to Taiyō (月と太陽?)»                                                                                | Koda Kumi, Yoko Kuzuya   | Octopussy, Yoko Kuzuya                                                      | Octopussy                               | 4:01     |  |
| 6.  | «Puppy» | Koda Kumi                | Miki Watanabe                                                               | Miki Watanabe                           | 4:03     |  |
| 7.  | «Koi no Tsubomi (恋のつぼみ?)» (Kansai/Fuji TV "Bus no Hitomi ni Koishiteru" Insert Song)                   | Koda Kumi                | Yusuke Kato                                                                 | Yusuke Kato                             | 4:06     |  |
| 8.  | «Won’T BE LONG～Black Cherry Version～» (versión de Da Bubblegum Brothers 斜体文)                           | Bro. Korn                | Bro. Korn                                                                   | h-wonder                                | 4:29     |  |
| 9.  | «JUICY» (Gem Cerey CM Song)                                                                                 | Yo Taira                 | STY                                                                         | STY                                     | 4:29     |  |
| 10. | «Candle Light»                                                                                              | Koda Kumi                | Yoko Kuzuya                                                                 | Tohru Watanabe                          | 3:16     |  |
| 11. | «Cherry Girl» (DVD Dorama "Cherry Girl" Insert Song)                                                        | Koda Kumi                | Curtis A.Richardson, Charlene Gilliam, Andreao"Fanatic"Heard&Sherrod Barnes | Andreao"Fanatic"Heard, The Conglomerate | 3:55     |  |
| 12. | «I’ll be there» (2006 SEABREEZE TVCM SONG)                                                                  | Koda Kumi                | Shintaro Hagiwara                                                           | tasuku                                  | 4:15     |  |
| 13. | «Unmei (運命?)» (Película "Oooku" Insert Song)                                                              | Koda Kumi                | Hirofumi Hibino                                                             | Masaki Iehara                           | 4:21     |  |
| 14. | «With your smile» (TV Tokyo "PRIDE&SPIRIT Japan Professional Baseball 2006" Image Song)                     | Koda Kumi                | Tohru Watanabe                                                              | Tohru Watanabe                          | 4:15     |  |
| 15. | «Milk Tea (ミルクティー?)» (Primer trabajo de Koda Kumi como compositora desde los comienzos de su carrera) | Koda Kumi                | Koda Kumi                                                                   | h-wonder                                | 2:35     |  |
| 16. | «Twinkle feat. SHOW»                                                                                        | Koda Kumi, Sachi Bennett | h-wonder                                                                    | h-wonder                                | 3:52     |  |
| 17. | «GO WAY!!»                                                                                                  | Koda Kumi                | Hiroshi Komatsu                                                             | Hiroshi Komatsu                         | 4:30     |  |
| 18. | «WON'T BE LONG ～Red Cherry Version～» (versión de Da Bubblegum Brothers)                                   | Bro. Korn                | Bro. Korn                                                                   | h-wonder                                | 5:11     |  |

| DVD1 (Videos musicales) |                                |              |          |  |
| N.º                     | Título                         | Director(es) | Duración |  |
| 1.                      | «Koi no Tsubomi (恋のつぼみ?)» |              |          |  |
| 2.                      | «JUICY»                        |              |          |  |
| 3.                      | «With your smile»              |              |          |  |
| 4.                      | «I’ll be there»                |              |          |  |
| 5.                      | «Ningyo Hime (人魚姫?)»        |              |          |  |
| 6.                      | «Yume no Uta (夢のうた?)»      |              |          |  |
| 7.                      | «Cherry Girl»                  |              |          |  |
| 8.                      | «Unmei (運命?)»                |              |          |  |
| 9.                      | «Twinkle feat. SHOW»           |              |          |  |
| 10.                     | «Premium Making Video»         |              |          |  |

| DVD2 (Cortometraje) |                                                    |              |          |  |
| N.º                 | Título                                             | Director(es) | Duración |  |
| 1.                  | «Cherry Girl» (Dorama protagonizado por Kumi Koda) |              |          |  |